# ساندر جريفوين
ساندر غريفوين (بالإنجليزية: Sander Griffioen) هو فيلسوف هولندي. عمل أستاذًا للفلسفة في جامعة فريجي أمستردام.

## السيرة
يشتهر غريفوين بمساهماته في الفلسفة الإصلاحية التي انبثقت عن أعمال هيرمان دويفير وديرك ف. سترواس. وقد كتب في مجالات مثل النظرية الثقافية، وفلسفة الدين، وأسس الفلسفة المسيحية.